# Vzorová kolonie rodinných domů U Lomu

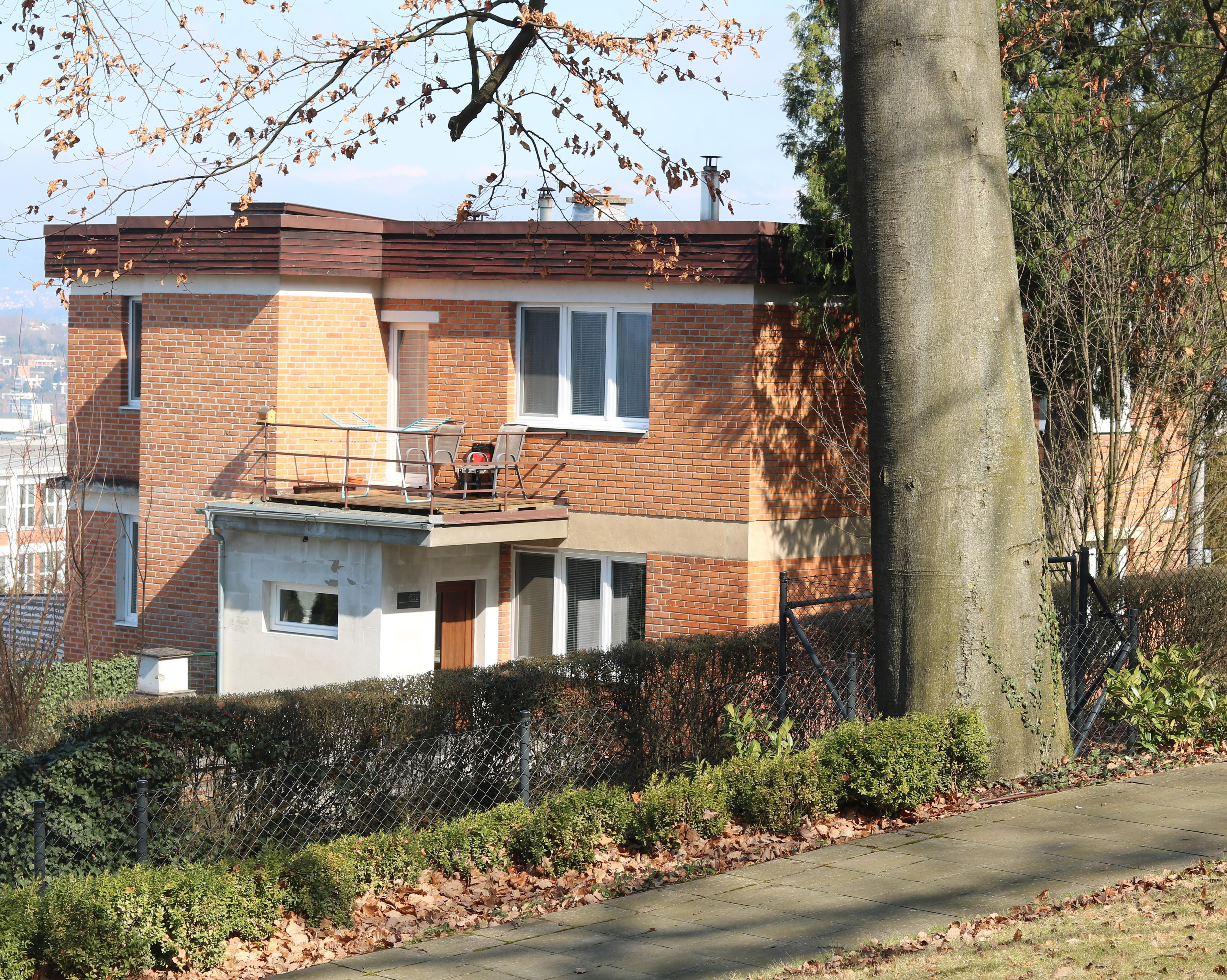
Typový rodinný dům U Lomu čp. 632 na jaře 2025

Vzorová kolonie U Lomu ve zlínské místní části nad Ovčírnou je výsledkem realizace mezinárodní architektonické soutěže firmy Baťa.
Zadání obsahovalo požadavky na optimální plány nejmodernějších a současně levných a účelně dispozičně vyřešených bytů včetně rozestavění nábytku. Bylo osloveno 550 firem a do soutěže se přihlásilo 289 návrhů z českých zemí i ze zahraničí. Porotci byli architekti (Le Corbusier, Edo Šén, Pavel Janák, Jaroslav Syřiště, Dušan Jurkovič a Bohuslav Fuchs) a představitelé firmy (Jan Antonín Baťa, Dominik Čipera, Arnošt Sehnal a František L. Gahura). Realizovány byly vybrané čtyři z vítězných návrhů (typ „Svedlund“, typ „Benš – Jech“, typ „Karfík“ a typ „Vítek“).

## Domy
Památkově chráněné či jinak významné domy v kolonii:
- Vzorový rodinný dům typ Benš Jech – dvojdomek architektů Adolfa Benše a Františka Jecha (U Lomu čp. 631 a 5685)[3]
- Vzorový rodinný dům typ Svedlund – jednodomek švédského architekta Erika Svedlunda (Nad Ovčírnou VI čp. 626)[4]
- Vzorový rodinný dům typ Karfík – nadstandardní dům architekta Vladimíra Karfíka (U Lomu čp. 629)[5]
- Vzorový rodinný dům typ Vítek – dvojdomek Antonína Vítka s odměnou 2 000 korun (Nad Ovčírnou VI čp. 632 a 5684)[6]
- Typový rodinný dům – jednodomek navržený Stavebním oddělením firmy Baťa (U Lomu čp. 632)[7]